# جون حنا (لاعب هوكي الجليد)
جون حنا هو لاعب هوكي الجليد كندي، ولد في 5 أبريل 1935 في سيدني ‏ في كندا، وتوفي بنفس المكان في 20 نوفمبر 2005.

## وصلات خارجية
- جون حنا على موقع دوري الهوكي الوطني (الإنجليزية)
- جون حنا على موقع قاعة مشاهير الهوكي (لاعب أن.إتش.أل) (الإنجليزية)
- جون حنا على موقع EliteProspects.com (الإنجليزية)
- جون حنا على موقع HockeyDB.com (الإنجليزية)
- جون حنا على موقع Hockey-Reference.com (الإنجليزية)